# 沈奏廷
沈奏廷（1903年—1963年），中国铁路运输研究的先驱、杰出教育家。今浙江省宁波市余姚人。

## 生平
1921年毕业于交通大学上海学校附属中学。毕业后旋即考入交通大学（今上海交通大学）大学部工程科。1929年以全班排名第一的优异成绩毕业。1929年由当时民国政府铁道部派往美国宾夕法尼亚大学继续深造，入读宾夕法尼亚大学研究生院(UPenn Graduate School)，主攻铁道管理。1929年至1932年：在美国宾夕法尼亚铁路公司实习。1932年学成归国，旋即被委任铁路部门职务。1933年出任京沪、沪杭甬铁路上海营业所经理。1936年至1938年被聘请为交通大学讲师、副教授，后升任教授，兼任交通大学运输管理系主任。1942至1943年出任湘桂铁路理事会专门委员。1943年至1945年出任重庆（因抗日战争迁都后方临时首都重庆）交通大学教授，兼任运输管理系主任，曾两次代理重庆交通大学教务长。1945年至1946年出任重庆国民政府交通部公路总局运务处处长，掌管抗战时期后方公铁路运输事务。1949年再度出任交通大学教授，主讲“铁路运输经济”，“铁路运行”等课程。1951年至1958年出任北方交通大学（今北京交通大学）教授。1957年加入中国民主同盟。1958年至1963年出任北方交通大学教授，兼任运输工程系主任。
1963年5月31日因病逝世于北京。

## 研究成果及评价
沈奏廷的先驱性将铁路运输部门的实际操作和管理理论相结合。沈奏廷发表有论文52篇。沈奏廷与北京铁道管理学院的许靖教授齐名，在当时铁路部门和学界有“南沈北许”之称。